# Xie Fuzhi

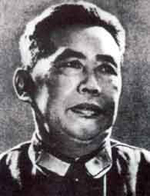
Xie Fuzhi, 1960er Jahre

Xie Fuzhi (chinesisch 谢富治, Pinyin Xiè Fùzhì, W.-G. Hsieh Fu-chih; * 1909 in Hong’an, Hubei; † 26. März 1972 in Peking) war ein chinesischer General und Politiker der Kommunistischen Partei Chinas (KPCh).

## Leben

### Aufstieg zum Minister für öffentliche Sicherheit
Xie, der 1931 Mitglied der Kommunistischen Partei Chinas wurde, war zunächst Politoffizier der vierten Kolonne der 2. Feldarmee, deren Politkommissar Deng Xiaoping war. Seine Einheit nahm zwischen November 1948 und Januar 1949 an der Schlacht von Huaihai gegen die Nationalrevolutionäre Armee teil und wurde anschließend als 41. Division der neugebildeten 4. Armee der 2. Feldarmee. Danach war er zunächst Politkommissar der von General Chen Geng kommandierten 4. Armee sowie zugleich stellvertretender Politoffizier der 3. Armee, die unter dem Befehl von General Chen Xilian stand.
Nach der Gründung der Volksrepublik China am 1. Oktober 1949 wurde er Vizeminister für öffentliche Sicherheit und war zeitgleich zwischen 1952 und 1959 Erster Sekretär der KPCh der Provinz Yunnan war.
1955 erfolgte seine Beförderung zum General und auf dem VIII. Parteitag der Kommunistischen Partei Chinas 1956 Mitglied des Zentralkomitees (ZK) der KPCh sowie der Zentralen Militärkommission (ZMK). Im September 1959 wurde er während der Zeit des Großen Sprungs nach vorn Nachfolger von Luo Ruiqing als Minister für öffentliche Sicherheit und behielt dieses Ministeramt bis zu seinem Tod.

### Kulturrevolution und Wuhan-Zwischenfall
In seiner Eigenschaft als Minister für öffentliche Sicherheit hielt er während der von Mao Zedong initiierten Kulturrevolution im Sommer 1966 eine Rede, die der Roten Garde quasi die Verhaftung und Ermordung ihrer politischen Gegner erlaubte, was teilweise als Auslöser der anschließenden Gewaltausbrüche angesehen wird. Seine frühe Unterstützung der Kulturrevolution führte dazu, dass er 1966 Kandidat des Politbüros der KPCh, Sekretär des ZK-Sekretariats und Mitglied des umorganisierten Parteikomitees von Peking wurde. Darüber hinaus war er auch Mitglied der einflussreichen Gruppe Kulturrevolution.
Nachdem es 1967 von Shanghai ausgehend zu einer landesweiten Bildung neuer Revolutionärer Komitees gekommen war, wurde Xie Fuzhi am 20. April 1967 zum Vorsitzenden des Revolutionskomitees von Peking gewählt und damit de facto zum Bürgermeister der Stadt Peking. In dieser Funktion war er auch wichtiger als der Erste Sekretär des Parteikomitees der Stadt, Li Xuefeng, der kurz darauf entmachtet wurde. Darüber hinaus folgte Xie ihm in der Funktion als Erster Politkommissar der Militärregion Peking.
Im Juli 1967 unterstützte der Kommandeur der Militärregion Wuhan General Chen Zaidao die konservativen Millionen-Helden-Rote-Garde gegen deren militante Gegner, das Hauptquartier der Arbeiterschaft Wuhans. Nachdem sich General Chen der Anordnung von Ministerpräsident Zhou Enlai widersetzte, diese Unterstützung zu unterlassen, wurde Xie Fuzhi zusammen mit Wang Li nach Wuhan entsandt, um General Chen zur Einhaltung der Anweisung zu bewegen und damit den sogenannten „Wuhan-Zwischenfall“ zu beenden. Am 20. Juli 1967 nahmen Einheiten der Volksbefreiungsarmee Xie Fuzhi fest und schlugen diesen, während sie andererseits zuließen, dass Wang Li von der Faktion der Millionen Helden festgehalten wurde. Ministerpräsident Zhou Enlai flog darauf nach Wuhan, wurde aber von einem starken Militäraufkommen von General Chen Zaidaos Truppen an der Landung gehindert. Unmittelbar danach wurden drei Infanteriedivisionen sowie andere Einheiten nach Wuhan verlegt, die General Chen kurz darauf zur Kapitulation ohne weitere Kampfhandlungen zwangen. Am 25. Juli 1967 kehrten Xie und Wang nach Peking zurück und wurden bei einer Massenkundgebung auf dem Tian’anmen-Platz empfangen.
Nach seiner Rückkehr nach Peking spielte er außerdem eine Schlüsselrolle bei der Verteilung von Waffen an die Rote Garde wie zum Beispiel von fünfhundert Gewehren an die Kommune Jinggangshan der Lehreruniversität Peking.
Zur gleichen Zeit begann er eine antirevisionistische Kampagne innerhalb des Ministeriums für öffentliche Sicherheit und begründete dieses mit der konterrevolutionären Ansicht seines Amtsvorgängers Luo Ruiqing. Seine aktive Unterstützung der Kulturrevolution trug letztlich dazu bei, dass er auf dem IX. Parteitag der KPCh im April 1969 Mitglied des Politbüros wurde.
Darüber hinaus übernahm er nach der Wiedereinrichtung der Parteikomitees 1971 die seit der Entmachtung von Li Xuefeng im Jahr 1967 vakante Funktion des Ersten Sekretärs des Parteikomitees von Peking und behielt auch dieses Amt bis zu seinem unerwarteten Tod im März 1972.
Xie Fuzhi verstarb damit noch vor der Entmachtung der Viererbande um Jiang Qing (der Frau Mao Zedongs), Zhang Chunqiao, Yao Wenyuan und Wang Hongwen im Jahr 1976. In offiziellen Unterlagen wird Xie allerdings neben Kang Sheng als genauso verantwortlich für die Ausschreitungen und die parteifeindlichen Aktivitäten während der Kulturrevolution angesehen wie diese und damit zur Viererbande gezählt.
1980 wurde er postum aus der KPCh ausgeschlossen und seine Urne vom Heldenfriedhof Babaoshan entfernt.